# Associazione Calcio Pavese Luigi Belli 1937-1938
Questa voce raccoglie le informazioni riguardanti l'Associazione Calcio Pavese Luigi Belli nelle competizioni ufficiali della stagione 1937-1938.

## Stagione
Dopo la nuova e dolorosa rinuncia da parte del Pavia nella primavera del 1935, c'è chi si mette laboriosamente all'opera per non vedere interrotta l'attività calcistica cittadina. Infatti nella stagione precedente, quella del 1936-1937 sorgeva in Borgo Ticino la A.C. Pavese "Luigi Belli", quale emanazione e continuazione della squadra di liberi degli "Aquilotti". Gioca inizialmente in maglia nera (dati i tempi...) e si classifica al terzo posto nel campionato di Prima Divisione Lombarda, dietro l'Isotta Fraschini e la Pirelli Milano.
Nell'attuale stagione 1937-1938 con i colori bianconeri a strisce verticali non fa rimpiangere il ricordo del vecchio Pavia. Viene ammessa a disputare il girone C della Serie C. Consolidato il Consiglio direttivo, presieduto da Agostino Rimaroli con Guglielmo Castelli presidente onorario, assume un allenatore quotato, l'ex nazionale austriaco Engelbert König proveniente dal Vigevano, per puntare ad una tranquilla permanenza nella categoria grazie alla valorizzazione dei giovani più promettenti. Ottiene l'ottava posizione con 30 punti in classifica, il campionato è stato vinto dal Casale con 42 punti davanti al Savona con 37 punti.

## Rosa
| N. |                   | Ruolo | Calciatore         |
| -- | ----------------- | ----- | ------------------ |
|    | Italia (bandiera) | D     | Bruno Baldini      |
|    | Italia (bandiera) | A     | Luigi Barbieri     |
|    | Italia (bandiera) | C     | Ermanno Bertolotti |
|    | Italia (bandiera) | C     | Dante Bianchi      |
|    | Italia (bandiera) | A     | Elio Bifferini     |
|    | Italia (bandiera) | P     | Ettore Bondioli    |
|    | Italia (bandiera) | C     | Franco Bono        |
|    | Italia (bandiera) | C     | F. Borghi          |
|    | Italia (bandiera) | C     | Giuseppe Collo     |
|    | Italia (bandiera) | A     | Oreste Corsico     |

| N. |                      | Ruolo | Calciatore           |
| -- | -------------------- | ----- | -------------------- |
|    | Italia (bandiera)    | A     | Oreste Ferrari       |
|    | Italia (bandiera)    | C     | Bruno Mangiarotti    |
|    | Italia (bandiera)    | D     | Giulio Morandotti    |
|    | Italia (bandiera)    | D     | Mario Nervi          |
|    | Italia (bandiera)    | D     | Secondo Padova       |
|    | Argentina (bandiera) | A     | Juan Rizzo           |
|    | Italia (bandiera)    | C     | Giuseppe Sina        |
|    | Italia (bandiera)    | C     | Giuseppe Vigo        |
|    | Italia (bandiera)    | D     | Albo Novello Vismara |
|    | Italia (bandiera)    | C     | Cesare Zanaboni      |

## Risultati

### Girone di andata
| Arbitro: | Sorbi (Firenze) |

|             |           |                |
| Corsico 35’ | Marcatori | 83’ Caviglione |

| Arbitro: | Garzena (Voghera) |

|  |           |                      |
|  | Marcatori | 45’ Ferrari 75’ Vigo |

| Arbitro: | Fuhrmann (Omegna) |

|                               |           |  |
| Nervi 44’ (rig.) Barbieri 72’ | Marcatori |  |

| Arbitro: | Buratti (Milano) |

|  |           |           |
|  | Marcatori | 43’ Nervi |

| Arbitro: | Milanone Ridor (Biella) |

|                                   |           |  |
| Ferrari 19’ Nervi 21’ Corsico 62’ | Marcatori |  |

| Arbitro: | Bianchi (La Spezia) |

|                                |           |                            |
| Pesce 35’ Benedetto 87’ (rig.) | Marcatori | 67’ Bertolotti 72’ Ferrari |

| Arbitro: | Pasturenti (Voghera) |

|                        |           |              |
| Ferrari 9’ Corsico 69’ | Marcatori | 16’ Cattaneo |

| Arbitro: | Rosso (Torino) |

|                                                                 |           |  |
| Pantani 1’ Rivolo 26’ Sabatini 67’ Bonelli 79’ (rig.) Costa 89’ | Marcatori |  |

| Arbitro: | Gardenghi (Brescia) |

|                           |           |                                        |
| Vigo 26’, 42’ Corsico 48’ | Marcatori | 10’ Schiavetta 85’ Garavelli 90’ Guzzo |

| Arbitro: | Savio (Torino) |

|             |           |                    |
| Mosconi 81’ | Marcatori | 23’ (aut.) Cassini |

| Arbitro: | Fuhrmann (Omegna) |

|                                  |           |              |
| Corsico 61’ Vigo 65’ Ferrari 75’ | Marcatori | 85’ Giachino |

| Arbitro: | Melioli (Genova) |

|                                                |           |  |
| Ambrosio 34’ (rig.) Fiammengo 54’ Cattaneo 86’ | Marcatori |  |

| Arbitro: | Savio (Torino) |

|                |           |  |
| Rizzo 10’, 27’ | Marcatori |  |

| Arbitro: | Forni (Trento) |

|                                                  |           |  |
| Pagliano 24’, 28’ Piccaluga 44’, 77’ Berardo 78’ | Marcatori |  |

| Arbitro: | Gandolfi (Torino) |

|          |           |  |
| Vigo 23’ | Marcatori |  |

### Girone di ritorno
| Arbitro: | Panciatici (La Spezia) |

|                                       |           |  |
| Borgo 26’ Ricci 32’ Levratto 33’, 69’ | Marcatori |  |

| Arbitro: | De Benedictis (Padova) |

|              |           |  |
| Barbieri 71’ | Marcatori |  |

| Arbitro: | Codeluppi (Lodi) |

|                |           |  |
| Cagna 13’, 42’ | Marcatori |  |

| Arbitro: | Di Pasquale (Varese) |

|             |           |            |
| Bianchi 21’ | Marcatori | 35’ Bracco |

| Arbitro: | Gianni (Lucca) |

|                             |           |                      |
| Gramaglia 10’ Narizzano 58’ | Marcatori | 35’ (aut.) Giorgelli |

| Arbitro: | Anceschi (Genova) |

|             |           |             |
| Corsico 27’ | Marcatori | 59’ Bonelli |

| Arbitro: | Garotta (Milano) |

|                              |           |               |
| Toja 80’ (rig.) Corbetta 90’ | Marcatori | 6’, 63’ Rizzo |

| Arbitro: | Savio (Torino) |

|                          |           |  |
| Corsico 12’ Barbieri 30’ | Marcatori |  |

| Arbitro: | Coletti (Treviso) |

|                                                        |           |  |
| Marini 2’, 69’ Isada 20’ Garavelli 34’ Ghezzi 38’, 62’ | Marcatori |  |

| Arbitro: | Mantovani (Ferrara) |

|  |           |               |
|  | Marcatori | 71’ Cappanera |

| Arbitro: | Siniscalco (Napoli) |

|                             |           |                  |
| Castagnino 33’ Fronzoni 69’ | Marcatori | 38’ (aut.) Villa |

| Arbitro: | Poggipollini (Ferrara) |

|             |           |               |
| Ferrari 83’ | Marcatori | 59’ Fiammengo |

| Arbitro: | Martelli (Bologna) |

|                                                      |           |          |
| Gambetta 17’ Tomei 40’ Francia 45’ Bacigalupo IV 76’ | Marcatori | 65’ Vigo |

| Pavia 1º maggio 1938 29ª giornata | Pavese Luigi Belli | 0 – 0 | Biellese | Stadio Comunale\| Arbitro: \| Ghetti (Modena) \| |
| Arbitro:                          | Ghetti (Modena)    |       |          |                                                  |

| Arbitro: | Anceschi (Genova) |

|                               |           |                         |
| Gallanti 44’ Nizzi 88’ (rig.) | Marcatori | 20’ Rizzo 35’ Bifferini |